# 오보에 협주곡 (슈트라우스)

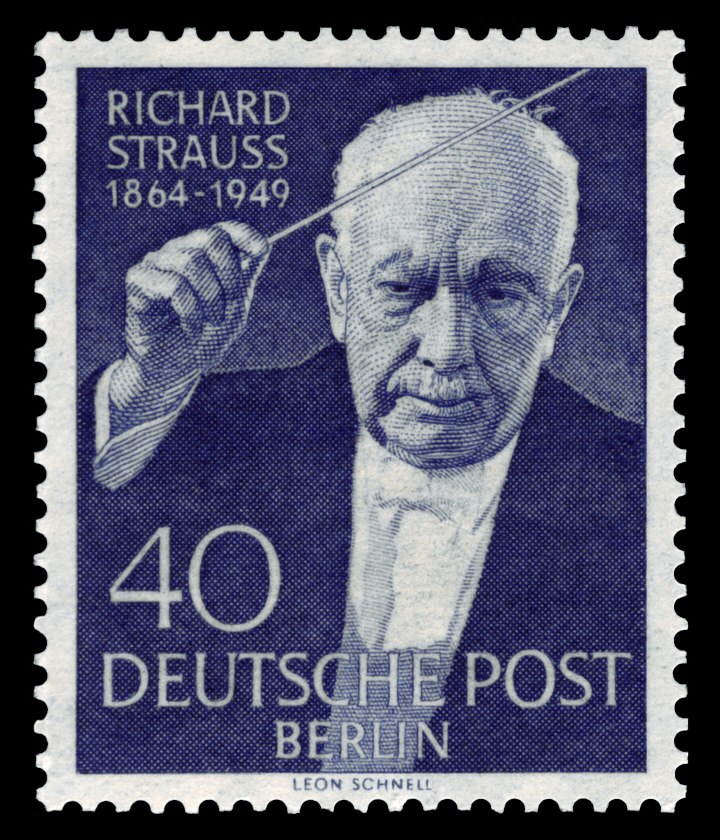

오보에 협주곡 라장조 AV.144는 리하르트 슈트라우스가 쓴 협주곡이다. 만년에 작곡한 관악기를 위한 협주곡 中 하나이다.

## 개요
1944년, 슈트라우스는 만 80세의 생일을 빈에서 맞았다. 그러나 대작곡가로서는 드물게 누리는 고령에 이른 그에게 주위의 정세는 잔혹할 정도로 냉엄했다. 제2차 세계대전이 독일과 나치를 최후의 선까지 몰아넣고 있었다. 이 심상치 않은 상황 아래에서 그는 잘츠부르크로 가서 다나에의 사랑 (Op.83, 3막의 명랑한 음악 신화극)의 연습에 참가하지만, 이때 이미 그의 마음에는 자신의 생애의 끝이 가까이 온 것을 아는 비창감이 들었다. 8월 16일에 총연습이 끝난 후 (초연은 종전 후로 미뤄졌다.), 그는 뮌헨의 국립 가극장 총감독을 하고 있던 친구 하르트만 앞으로 편지를 보냈다.
‘나의 생애는 9월 1일로서 끝나고 말았소. 올림포스의 산에 사는 천재들이 8월 17일에 나를 불러 주었다면, 그 이상 좋은 일이 없었을 터인데!’
다음 해 독일은 패전을 맞이한다. 나치가 지배한 독일은 패전으로 멸망했고 베를린, 빈 등지의 극장은 파괴되어, 아름답고 화려한 시민사회는 그에게서 영원히 사라지고 말았다. 슈트라우스는 패전국가의 예술가들이 갖는 상실감에 깊이 빠져 있었다. 이 상실의 고통은 만년의 체험을 더욱 깊게 하였다. 이 상실의 슬픔과 괴로움이 노경의 체관을 한층 심각한 것으로 하였다. 이 경지는 작품상에서는 23개의 현악합주를 위해서 작곡된 〈메타모르포젠〉에 가장 적절하고 통절하게 나타내고 있다. 그러나 슈트라우스의 이 이후의 작품은 모두 경쾌하고 아름다운 기악 작품으로서 작곡된 것이 많다. 스스로 아름다운 시절을 회상하듯이 그는 청년 시절의 작품세계로 되돌아 간다. 전성기의 극음악과 교향시, 교향곡에서 볼 수 있는 극적 성격은 자취를 감추고 음향은 소극적이며 주제는 소박하게 되어 일체의 형이상학적인 난해함이 배제되고, 자신이 획득한 음악의 경험을 즐기면서 독특한 평형과 균형을 가진 작품을 만들어내고 있다. 이같은 전반적인 경향 가운데서도 만년의 슈트라우스가 특히 목관악기를 즐겨 다루었고, 그 섬세한 기교를 활용하는 많은 작품을 쓴 사실은 주목할 만하다. 호른 협주곡 2번(1942), 16의 관악기를 위한 소나티네 2곡(1944~1945) 오보에 협주곡(1945) 이중협주곡(1947) 과 플루트를 제외한 중요한 목관으로 보통 협주곡이 작곡되었다. 특히 이 오보에를 위한 협주곡은 오보에 연주자에게는 귀중한 레퍼토리가 된다고 할 수 있겠다. 슈트라우스가 목관을 변함없이 애호하고. 그 연주법의 세세한 부분에 이르기까지 잘 알고 있었음은 말 할 필요가 없다. 그러나 하나의 곡 전체가 이만큼 오보에의 독특한 성격에 지배되고, 모든 것이 그것을 살리기 위해서 작곡되었다는 것은 거의 경탄할만하다. 쇼팽의 피아노 협주곡에서 모든 것을 말하는 것이 피아노인 것과 마찬가지로 여기서는 오보에가 그 전부인 것이다. 어느 주제에도 악기의 독자성이 새겨놓아서, 형식 그것조차 오보에가 아니고는 얻을 수 없는 자유스런 숨길이 주어지고 있다.

## 작곡
1945년 8월 15일 전쟁이 끝나고 슈트라우스가 살던 가르미슈 파르텐키르헨에 미군이 진주했을 때 슈트라우스의 별장을 점거하려고 했다. 그때 슈트라우스는 정문앞으로 나가 ‘나는 작곡가 리하르트 슈트라우스요. 장미의 기사와 살로메를 작곡했소’라고 미군 장군에게 불어로 말했다고 한다. 그런데 운이 좋게도, 이 미군 장군은 음악 애호가였고 바로 존경을 표하고, 미군 장병에게 이 별장에 들어가지 않도록 지시하고 다른 저택을 미군 숙소로 취하였다. 미군 장병들은 슈트라우스 별장에서 식사초대를 받고 음악이야기를 하거나, 사진을 찍었다. 그 중 한 명이 존 드 랜시(John de Lancie)라는 필라델피아 오케스트라의 수석 오보에 연주자였고 슈트라우스와 대화를 나누다가 오보에곡을 작곡해주면 않되겠느냐고 부탁했다. 그 당시에는 물론 거절이었다. 같은 해 10월 8일에 스위스로 잠시 이주하여, 바덴에 머물던 슈트라우스는 존 드 랜시의 부탁을 마음에 두고 있었고 얼마 후 1945년 10월 10일부터 1946년에 걸쳐 오보에 협주곡을 작곡하고 정식으로 출판하였다.(하지만 Op.번호를 받지 못해, 뮐러 폰 아조프에 의해서 AV.144라는 작품번호를 부여받는다.) 초연은 1946년 2월 26일, 취리히에서 마르셀 사이에(Marcelle ?)가 독주하고 폴크마 안드레아에(Volkmar Andreae)가 지휘하는 취리히 음악당 관현악단에 의해 연주되었다. 슈트라우스는 미국 초연을 존 드 랜시가 하길 바랬으나, 당시 존 드 랜시는 필레델피아 오케스트라에 있었으나 수석직에서 물러났고 내부규정상 ‘초연’의 영광을 차지할 수 없어서(수석 연주자를 제치는 것은 곤란해서), CBS 교향악단의 오보에 수석 미치 뮐러(Michie Miller)가 미국초연을 하게 되었다. 비평가들 사이에서는 리하르트 슈트라우스의 마지막에서 2번째 협주곡인 오보에 협주곡을 위대한 작곡가의 'Indian Summer'(인디언 썸머, 늦가을에 잠시 나타나는 화창한 날씨)라고 비유한다.

## 악기편성
독주 오보에, 플루트2, 잉글리시 호른, 클라리넷2, 바순2, 호른2, 현5부

## 연주시간
- 약 24분

## 구성

### 제1악장
알레그로 모데라토 라장조 4/4박자. 이 곡은 전체적으로 3악장으로 구성되어 있으나 단절없이 이어서 연주된다. 1악장은 아주 자유로운 오보에의 환상곡이라고 할 수 있는 것으로, 거의 3부분으로 나뉘며, 슈트라우스의 많은 교향시, 교향곡에서 볼 수 있듯이 소나타 형식을 약간 숨긴 통일성을 포함하고 있다. 전악장을 통하여 말할 수 있는 특징으로서 나타나는 주제가 모두 매번 자유롭게 변모하고, 환상적인 노래를 펼친다. 그 때문에 전악장의 통일은 주제에 의하기보다는 그 부분을 이루는 개개의 동기에 의해서 완성되는데, 이 특징은 특히 그의 자유로운 선율법에 유래하는 것으로 모차르트의 음악을 연상시킨다. 곡은 첼로가 내는 약한 음형으로 시작된다. 이 특히한 시작에서도 이미 예감되듯이 이 동기는 나중에 중요한 역할을 한다. 이것은 반주로 하여 곧 연주되기 시작하는 주제는 평온하게 오보에의 섬세한 음색을 들려준다. 이 주제를 오보에가 길고 자유롭게 연주하는 동안 반주의 동기가 저음현 각 부로 주고받게 되고, 곧이어 클라리넷으로 주제의 섬세한 움직임이 넘겨지면, 강주로 관현악의 투티로 들어간다.
여기에서는 반주의 동기가 처음으로 바이올린에 의해 드높게 연주된다. 다시 오보에가 나타나면, 이 동기를 받아들인 새로운 경과 주제를 연주하고, 가장조로 관현악이 온화한 부주제를 연주한다. 목관부의 뉘앙스로 부드럽게 장식된 이 부분에 이어서 오보에의 카프리치오풍의 새로운 주제가 나타나, 클라리넷과 미묘하게 서로 얽힌다. 이어서 바장조의 화음이 정력적으로 연주되는 비바체로 들어가면 악상은 한층 더 높아져가고, 관현악이 악보3의 주제를 목관과 현으로 화려하게 연주한다. 이 세심한 정점은 악보2의 주제가 회상되는 곳에서 조용해지며, 오보에가 우아한 경과구에 의해 주제의 재현이 이어지게 된다. 이 부분에서 나중에는 라장조가 대부분 그대로 유지된다. 특히 부주가 충분히 연주되고, 젠체는 이 주제의 전원적인 표정에 녹아간다. 악보3의 주제도 이번에는 보다 우아하게 연주된다. 서두의 반주 동기가 저음현으로 다시 나타나고, 이것이 응하는 목관의 울림도 약해지면서 사라져 가면, 거기에서 다음 악장의 반주 음형이 자연스럽게 생겨난다.

### 제2악장
안단테 내림나장조 3/4박자. 이 반주 음형은 1악장의 2개의 동기로 되어 있다. 이후에 연주되는 오보에의 주제는 정말 오보에다운 칸타빌레이다. 이 선율을 현으로 받은 후, 호른으로 악보2에 유래하는 악구가 나타나고, 바로 비올라가 악보1의 동기를 더한다. 반주는 이처럼 이미 나온 것을 편성한 복잡한 것이면서도 거기에서 불리는 부주제는 소박하고 아름답다. 다시 주제가 되돌아오고 나서 반주는 섬세하게 된다. 악보6에서 출발하는 오보에의 카텐차는 어딘지 모르게 수수하면서도 악기의 특성을 잘 살리고 있다. 이후 약한 트릴이 있은 다음 갑지기 알레그로에서 피날레로 들어간다.

### 제3악장
비바체 라장조 2/4박자. 피날레는 기세 좋고, 기지에 넘치는 론도, 지금까지 없는 명확한 리듬이 오보에의 날카로운 음색으로 악센트를 받으며, 앞악장의 서정성을 확실히 끊고 있다. 론도의 주제는 먼저 오보에로, 플루트로 장식되면서 연주된다. 점차 음량을 늘려 투티가 되고, 독주는 잠시 쉰다. 론도의 제2주주라고도 할 수 있는 것으로 오보에가 재등장하지만, 이것은 펼침화음으로 되는 장식적인 것으로 현이 연주되는 선율에 따라다니는 것에 지나지 않는다. 그러는 이 음형은 점점 뚜렷해지며 각 부분에서 서로 연주된다. 저음혐으로 갑자기 제1주제가 힘차게 나타나면, 투티로 이 주제 서두의 리듬이 강조되며, 정력적인 부분으로 된다. 오보에가 다음에 다정한 에페소드를 연주하기 시작하는데, 이것은 악보2의 회상 같은 것이다. 투티가 이것을 부드럽게 반복한 후, 다시 론도 주제가 되돌아온다. 이번에는 현과 오보에가 2마디 어긋나서 주제를 서로 노래하고, 마침내 클라리넷, 오보에, 바순이 섬세하게 캐논을 만들어 낸다. 제2주제는 이번에는 라장조로 연주되고, 비올라의 선율이 수수하게 흐르는 동안에 바이올린이 장난스러운 동기를 끼운다. 주제의 셋잇단음표는 끊임없이 어딘가의 파트에서 연주되면서 조금씩 조바꿈하고, 라장조의 으끔화음이 불안정한 형태로 강주되기까지 어딘지 악센트가 없는 경과부를 펼친다. 이것에 이어지는 카덴차는 3개의 주제를 결합한 것으로 시작된다. 즉 최초의 9바디는 악보7, 8, 2의 결합에 지나니 않는다. 카덴차가 끝나면, 알레그로로 전악장의 끝 부분이 새롭게 시작된지만, 여기에서도 이미 쓰인 소박함이 자유로운 형태로 넣어져 있다. 특히 악보2의 음형이 경쾌한 6박자의 실려 그 면목을 새롭게 하고 있는 것과 악보1에서의 16분음표의 온화한 음형이 한층 더 재바른 템포로 재현되어 피날레의 생기를 단숨에 진척시키고 있는 것이 주목된다.

## 참고 문헌
- 《작곡가별 명곡해설 라이브러리》 22권 '슈트라우스' 〈음악지우사〉 (音樂世界)